# Harry L. Wolf
Harry L. Wolf (* 20. Juni 1908 in San Francisco, Kalifornien; † 10. November 1993 in Los Angeles, Kalifornien) war ein US-amerikanischer Kameramann.

## Leben
Wolf begann seine Tätigkeit im Filmgeschäft als einfacher Kameramann Ende der 1930er Jahre. Die erste Produktion, an der er beteiligt war, ist der zum Filmklassiker gewordene Vom Winde verweh. In den 1950er Jahren war er auch als Techniker für Technicolor aktiv.
Mit Beginn der 1960er Jahre war er als eigenständiger Kameramann aktiv und war bis in die 1980er Jahre vor allem an Fernsehserien beteiligt. Der Film Die nackte Bombe (1980) war ein seltener Ausflug in den Kinobereich.
Für seine Arbeit an der Folge Wein ist dicker als Blut (Any Old Port in a Storm) der Serie Columbo wurde Wolf 1974 mit einem Emmy ausgezeichnet. Zwei Jahre später wurde er für eine Folge von Baretta ein zweites Mal mit diesem Preis geehrt. 1980 und 1983 folgte jeweils eine weitere Nominierung.
Die Academy of Television Arts and Sciences ehrte ihn 1993 mit dem Lifetime Achievement Award.
Wolf war zweimal Präsident der American Society of Cinematographers: Seine erste Amtszeit dauerte von 1981 bis 1982, die zweite von 1987 bis 1988.

## Filmografie (Auswahl)
- 1963–1971: The Beverly Hillbillies (Fernsehserie)
- 1971: Nur ein Spiel (A Little Game)
- 1972: Die Schnüffelschwestern (Female Instinct)
- 1972: Der Hund von Baskerville (The Hound of the Baskervilles)
- 1972–1973: Columbo (Fernsehserie)
- 1975–1977: Baretta (Fernsehserie)
- 1980: Brave New World
- 1980: Die nackte Bombe (The Nude Bomb)
- 1981: Die Rückkehr der Familie Frankenstein (The Munsters’ Revenge)
- 1981–1983: Unsere kleine Farm (Little House on the Prairie, Fernsehserie)